# Солнечное затмение 1 июля 2011 года
Солнечное затмение 1 июля 2011 года — частное солнечное затмение 156 сароса, являющееся первым в этом цикле. Это затмение наблюдалось в южном полушарии между Антарктидой и южной Африкой. Максимальная величина затмения составила 0,09.